# خريطة تساوي الزلزلة

خريطة تساوي الزلزلة لزلزال إلينوي 1968.

في علم الزلازل، تُشير خريطة تساوي الزلزلة (بالإنجليزية: Isoseismal map)‏ إلى تلك الخريطة التي تُظهر مسارات أو خطوط تربط بين المواقع ذات الشدة المتساوية لزلزال معين. وتُساعد مثل هذه الخرائط على تحديد مركز الزلزال السطحي. كما أنها تحتوي على معلومات هامة عن الظروف الأرضية في مواقع معينة، والجيولوجيا الكامنة، ومخطط الإشعاع للموجات الزلزالية واستجابة أنواع مختلفة من المباني. تم إنتاج أول خريطة تساوي الزلزلة في 1810 في زلزال وقع في مور في المجر، ونشرها بال كيتايبيل وتومتساني في عام 1814.